# Almenara Alta
Almenara Alta es una entidad de población española del municipio de Agramunt, perteneciente a la provincia de Lérida, en la comunidad autónoma de Cataluña. En 2022, la entidad singular de población tenía empadronados nueve habitantes y el núcleo de población, los mismos.